# Trichophoroides jansoni
Trichophoroides jansoni là một loài bọ cánh cứng trong họ Cerambycidae. Nó được miêu tả bởi Bates vào năm 1885.